# Justyn Warner
Justyn Warner (Toronto, Canadá, 28 de junio de 1987) es un atleta canadiense, especialista en la prueba de relevos 4 × 100 m, con la que ha logrado ser medallista de bronce mundial en 2015.

## Carrera deportiva
En el Mundial de Moscú 2013 gana el bronce, tras los jamaicanos y estadounidenses. Dos años después en el Mundial de Pekín 2015, vuelven a ganar el bronce, en esta ocasión tras los jamaicanos y los chinos.